# Naprawa (Sucha)
Pour les articles homonymes, voir Naprawa.
Naprawa est une localité polonaise de la gmina de Jordanów, située dans le powiat de Sucha en voïvodie de Petite-Pologne.